# テラダモケイ
テラダモケイは、建築家／デザイナーの寺田尚樹と 福永紙工株式会社 によって2011年2月に設立された紙製模型のブランドである。あらかじめカットされたパーツを切り離し、組み立てて作る100分の1スケールの建築模型用添景セット（2020年2月24日現在89種類を展開）、「1/100グリーティングカード」、「1/100コースター」を展開する他、企業、キャラクター、ブランドなどとのコラボレーションも積極的に行う。

## 設立背景
建築模型には、施工主や顧客などにわかりやすく見せるため添景と呼ばれる、人や家具、街路樹といった縮尺された風景の要素を追加することが一般的である。建築家でもあるデザイナーの寺田尚樹は、添景をあらかじめ制作しておくことで、建築模型の制作効率を高められないかと考え、汎用性の高い添景セットを制作した。制作当初はプロダクトとして販売するのではなく、自社内での使用や同業者に贈与するアイテムとして考えていたため、実務的なパーツを中心に作り、「建築模型用添景（人物や樹木・小物等）」として販売していた。展示会などで販売していく中、実務として使用する建築事務所とは異なった層が購入していることが分かり、No.4「動物園」から実務で使用する添景という設立当初の目的とは異なるシリーズも制作するようになった。テラダモケイの名称はデザイナーの寺田尚樹が田宮模型にあこがれていたことに由来する。

## プロデューサー・デザイナー
テラダモケイのブランドプロデューサーおよびデザイナーに関しては、以下及び「寺田尚樹」を参照。
1989年 明治大学工学部建築学科を卒業
1994年 英国建築家協会建築学校（AAスクール）ディプロマコースを修了
2003年 テラダデザイン一級建築士事務所設立
2011年 プロダクトブランド「テラダモケイ」、「15.0％」設立
2013年 寺田模型店を開店
2014-2017年 インターオフィス取締役
2015年　オフィスファニチャーブランド「i+（アイプラス）」設立
2017年-現在 インターオフィス代表取締役社長、ノルジャパン上級副社長

## 主な製品および関連図書

### 主な製品
- 1/100 建築模型用添景セットシリーズ
- 1/100 建築模型用添景コースター
- 1/100 建築模型用添景グリーティングカード
- Par Avion よく飛ぶ紙飛行機便箋

### 関連図書
- 『紙でつくる1/100の世界 = The BOOK of TERADA MOKEI : テラダモケイの楽しみ方』 グラフィック社、2011年11月。ISBN 978-4-7661-2290-9。
- 『紙でつくる1/100の物語 : テラダモケイ完全読本』 グラフィック社、2015年8月。ISBN 978-4-7661-2774-4。

## 販売数
累計販売枚数は75万枚以上（2015年5月11日時点）。
シリーズ最多売り上げは「No.011 お花見編」であり、1万6000枚以上売り上げている。

## 沿革
- 2011年 2月 : テラダモケイ 設立
- 2013年 : 寺田模型店 開店[7]
- 2015年 : テラダモケイピクチャーズ 設立
- 2018年 : テラダモケイピクチャーズが制作した「1/100 TRAIN Station」が第21回文化庁メディア芸術祭の審査委員会推薦作品に選出[8]
- 2018年 : トラフ建築設計事務所と協同して行ったインスタレーションで「Designers' Saturday 2018」グランプリを受賞[9][10]